# نوری (نام)
نوری یک نام کوچک و نام خانوادگی‌ست.
افراد سرشناس با این نام عبارت‌اند از:

## نام کوچک
- نوری کسرایی

## نام خانوادگی
- میرزا آقاخان نوری
- حسین نوری
- حسینعلی نوری (بهاءالله)
- شیخ فضل‌الله نوری
- محدث نوری
- علی‌اکبر ناطق‌نوری
- عبدالله نوری
- محمد نوری
- کسری نوری
- یوسف نوری